# Mount Riiser-Larsen
Mount Riiser-Larsen är ett berg i Antarktis. Det ligger i Östantarktis. Australien gör anspråk på området. Toppen på Mount Riiser-Larsen är 870 meter över havet.
Terrängen runt Mount Riiser-Larsen är kuperad åt sydost, men åt nordväst är den platt. Havet är nära Riiser-Larsen åt sydväst. Mount Riiser-Larsen är den högsta punkten i trakten. Trakten är obefolkad. Det finns inga samhällen i närheten. 